# Mike Zambidis
Mike Zambidis (Grieks: Μιχάλης Ζαμπίδης, Michalis Zambidis) (Athene, 15 juli 1980) is een Grieks kickbokser. Hij werd zestienmaal wereldkampioen bij verschillende organisaties. Hij concurreerde vooral in de K-1 World MAX.
Zambidis begon zijn professionele loopbaan in 2000 en scoorde een reeks overwinningen op opmerkelijke tegenstanders. Tot dusver waren de meeste van zijn overwinningen knock-outs. Tegen het einde van zijn carrière medio 2015 won hij 157 van de 181 gevechten, waarvan 87 vroegtijdig door knock-out. In de K-1 World Max Final eindigde hij als derde in zowel 2010 als 2012.

## Titels
- 1996: Greek Boxing Champion (Middengewicht)
- 1997: I.S.K.A. Balkan Champion
- 1998: World PROFI Europe Champion
- 2000: WOKA World Champion
- 2002: King of the Ring, Champion ‘thaibox tournament’ Italy
- 2002: K-1 World Max Oceania Champion
- 2003: Kings of the Ring Champion, Italy
- 2004: A1 World Combat Cup Champion
- 2005: King of the Ring, Champion, Sydney
- 2005: WKBF Super-welterweight Champion
- 2006: King of the Ring European Champion
- 2009: World PROFI World Champion
- 2013: SUPERKOMBAT Middleweight Championship
- 2015: World W.K.U. Champion